# Аромат зелёной папайи
«Аромат зелёной папайи» (фр. L'Odeur de la papaye verte, вьет. Mùi đu đủ xanh) — фильм 1993 года, сценаристом и режиссёром которого является Чан Ань Хунг — режиссёр-вьеткьеу из вьетнамской диаспоры Франции.
«Аромат зелёной папайи» — первый фильм из так называемой «вьетнамской кинотрилогии» Чан Ань Хунга.

## Сюжет
Фильм рассказывает о жизни в южновьетнамском Сайгоне 1950—1960-х годов.
Десятилетняя девочка по имени Муи (вьет. Mùi — «запах», «аромат») приезжает из деревни в чужой дом работать прислугой. Постепенно перед зрителем разворачивается драма этого семейства. Хозяйка дома когда-то потеряла дочь, которую Муи ей напоминает.
Спустя 10 лет девушка с благословения уже состарившейся хозяйки отправляется прислуживать сыну друзей семьи, и вскоре между молодыми людьми устанавливаются любовные отношения.

## В ролях
- Чан Ны Йен Кхе — Муи в возрасте 20 лет
- Лы Ман Шан — Муи в возрасте 10 лет
- Чыонг Тхи Лок — мать
- Нгуен Ань Хоа — Ти
- Выонг Хоа Хой — Кхюен

## Награды
- В 1993 году — премия «Золотая камера» за лучший дебютный полнометражный фильм и премия молодёжной аудитории, в программе «Особый взгляд» на 46-м Каннском кинофестивале[2].
- В 1994 году — номинация «Лучший фильм на иностранном языке» на 66-й церемонии награждения кинопремии «Оскар»[3].
- Премия Сезар за лучший кинодебют[4].
- Премия Британского киноинститута.
- Номинация на «Золотую лягушку» МФ кинооператоров в Лодзи.

## Критика
Визуальные образы произвели впечатление на критиков своей простотой и изысканностью, хотя все сцены в доме и были сняты во Франции, но им удалось передать дух Азии. «Этот фильм — как поэма для глаз!» — такие слова сказал об этом фильме Роджер Эберт, критик Chicago Sun/Times.